# Player's Canadian Open 1989
Player's International Canadian Open 1989 — тенісний турнір, що проходив на відкритих кортах з твердим покриттям. Чоловічий турнір відбувся на du Maurier Stadium у Монреалі (Канада) в рамках Nabisco Grand Prix 1989, жіночий - у National Tennis Centre в Торонто (Канада) й належав до турнірів 5-ї категорії в рамках Туру WTA 1989. Чоловічий турнір тривав з 14 до 20 серпня 1989 року, жіночий - з 21 до 27 серпня 1989 року.

## Фінальна частина

### Одиночний розряд, чоловіки
Іван Лендл —  Джон Макінрой 6–1, 6–3
- Для Лендла це був 7-й титул за сезон і 86-й - за кар'єру.

### Одиночний розряд, жінки
Мартіна Навратілова —  Аранча Санчес Вікаріо 6–2, 6–2
- Для Навратілової це був 11-й титул за сезон і 274-й — за кар'єру.

### Парний розряд, чоловіки
Келле Евернден /  Тодд Вітскен —  Чарлз Бекмен /  Шелбі Кеннон 6–3, 6–3
- Для Еверндена це був 2-й титул за сезон і 7-й - за кар'єру. Для Вітскена це був 3-й титул за сезон і 7-й - за кар'єру.

### Парний розряд, жінки
Джиджі Фернандес /  Робін Вайт —  Мартіна Навратілова /  Лариса Савченко 6–1, 7–5
- Для Фернандес це був 2-й титул за сезон і 11-й — за кар'єру. Для Вайт це був 1-й титул за рік і 9-й — за кар'єру.